# نيابة بابوية
النيابة البابوية أو الرسولية هي ولاية قضائية إقليمية للكنيسة الكثلية تحت أسقف فخري متمركز في المناطق المبشَّرة والبلدان التي لم يُنشَأ فيها أبرشيات أو رعية بعد. غالبًا ما يكون وضع النيابة الرسولية بمثابة ترقية لمحافظة رسولية سابقة. وهي في الأساس مؤقتة، رغم أنها قد تستمر مدة قرن أو أكثر. الأمل هو أن تولد المنطقة أعدادًا كافية من الكثليين حتى تتمكن الكنيسة من إنشاء أبرشية يومًا ما.